# Nycteola riuagana
Nycteola riuagana är en fjärilsart som beskrevs av Fabricius 1787. Nycteola riuagana ingår i släktet Nycteola och familjen trågspinnare. Inga underarter finns listade i Catalogue of Life.